# Amdocs
Amdocs es una empresa de software y un proveedor de servicios. Sus soluciones para los clientes son las siguientes: sistemas de soporte empresarial (BSS), sistemas de soporte operacional (OSS), control de red y optimización para líneas múltiples empresariales, incluyendo redes inalámbricas, banda ancha, cable y servicios de satélite.
La compañía también ofrece servicios financieros móviles a proveedores de servicio e instituciones financieras, servicios de red punto-a-punto, big data, soluciones analíticas, publicitarias, productos en medios de comunicación, servicios de mercadotecnia, incluyendo un directorio de publicaciones. Amdocs mantiene oficinas en cinco continentes y centros de desarrollo localizados en todo el mundo, incluyendo Australia, Brasil, Canadá, Chipre, India, Irlanda, Israel, Reino Unido y los Estados Unidos de América.

## Historia
La compañía fue fundada en 1982 como una rama de las Páginas amarillas de la compañía telefónica israelí, las cuales fueron propiedad del grupo Aurec dirigido por Morris Kahn. trabajando con otros informáticos, en las Páginas Amarillas, Kahn desarrolló un programa de software de facturación, y con Boaz Dotan estableció una compañía que llamó Aurec Sistemas de Directorio e Información para vender el software.
En 1985, Southwestern Bell Empresa adquirió un 50 por ciento de Aurec, y su nombre cambió a Amdocs. Dos años después el Grupo Aurec vendió el resto de su participación valorada en alrededor de 1.000 millones de dólares americanos.
Entre 1990 y 1995 Amdocs se diversificó expandiéndose primero al servicio telefónico y al espacio móvil. Sobre los años, Amdocs ha continuado expandiendo su producto y ofertas de servicios, tanto por creación propia como por adquisición de empresas. La compañía había cotizado en la Bolsa de Nueva York entre los años 1998 y 2014, y desde entonces cotiza en la bolsa de valores NASDAQ.

### Directores
- En 1982, Boaz Dotan llegó a Amdocs como primer Presidente y CEO
- En 1995, Avi Naor reemplazó a Boaz Dotan
- En 2002, Dov Baharav reemplazó a Avi Naor[5]
- En noviembre de 2010, Eli Gelman reemplazó a Dov Baharav.[6]